# Сферична тригонометрія

Сферичний трикутник

Сферична тригонометрія — розділ сферичної геометрії головними об'єктами якого є многокутники (особливо трикутники) на сфері та співвідношення між сторонами і кутами. Сферична тригонометрія дуже важлива в астрономічних обчисленнях, а також в орбітальній, космічній навігації та навігації на поверхні землі.

## Лінії та кути на сфері

Ортодрома є найкоротшим шляхом між двома точками на поверхні

На поверхні сфери найближчий аналог прямої лінії є велике коло, тобто коло, центр якого збігається з центром сфери. Наприклад, спрощуючи форму Землі (геоїд) до сфери, меридіани та рівноденник — великі кола на її поверхні, тоді як лінії широти не є великими колами через те, що вони менші за рівноденник; їх центр не збігається з центром Землі, натомість це малі кола. Як і відрізок на площині, дуга великого кола (що стягує кут, не більший 180°) на сфері є найкоротшим шляхом між двома точками і називається ортодрома. Великі кола — особливий випадок геодезичних ліній.
Площа на поверхні сфери, обмежена дугами великого кола, називається сферичний многокутник. Зауважте, що на відміну від плоского випадку, сферичний двокутник (двосторонній аналог трикутника) має невироджений вигляд (так само як і долька помаранча).  Такий многокутник часто називають місяцем.
Сторону многокутника визначають кутом, утвореним радіусами сфери, проведених до кінців цієї сторони. Зауважимо, що добутком  такого кута дуги, виміряного в радіанах, на радіус сфери буде довжина дуги. (В особливому випадку многокутників на сфері радіусом один довжини дуг дорівнюють величинам  відповідних кутів.)
Таким чином, сферичний трикутник визначається через свої кути і сторони, але сторони визначаються через їх дугові кути.
Сума кутів при вершинах сферичного трикутника завжди більша, ніж сума кутів плоского трикутника, в якому вона дорівнює 180°. Величина E, на яку сума кутів перевищує 180°, називається сферичним ексцесом:
{\displaystyle E=\alpha +\beta +\gamma -\pi ,\ }
де α, β і γ позначають кути. Теорема, раніше відкрита, але не опублікована англійським математиком Томасом Герріотом, після того, як в XVI ст. французький математик Альберт Жирар вказав, що ексцес визначає площу будь-якого сферичного трикутника,
{\displaystyle A=R^{2}\cdot E,}
де R радіус сфери, була названа теоремою Жирара.  З цього і формули площі сфери випливає, що сума кутів сферичного трикутника дорівнює 180°×{\displaystyle (1+4{\tfrac {Area\ \ of\ \ triangle}{Surface\ \ area\ \ of\ \ the\ \ sphere}})}.
Аналогічний результат відомий для гіперболічних трикутників, з «ексцесом», заміненим на «дефект»; це два особливих випадки Теореми Ґауса-Бонне.
З цього слідує, що на сфері не існує двох нетривіальних подібних трикутників (трикутники з однаковими кутами, але різними довжинами сторін і площами). У випадку сфери з одиничним радіусом площа просто дорівнює куту ексцеса: A = E. 
Для розв'язання геометричної задачі на сфері можна розділити фігуру на сферичні прямокутні трикутники, тоді можна використати п'ятикутник Непера (коло Непера):

Коло Непера показує співвідношення частин прямокутного сферичного трикутника

П'ятикутник Непера (також відомий як коло Непера) — це мнемоніка, яка допомагає знайти всі співвідношення між кутами в прямокутному сферичному трикутнику.
Запишіть шість кутів трикутника (три кути при вершинах, три дугові кути) у формі кола, відповідно до порядку, в якому вони з'являються в трикутнику (тобто починаючи з кута при вершині, потім кут дуги, прилеглої до цієї вершини, далі кут при наступній вершині і т.д.). Потім викресліть прямий кут і замініть неприлеглі до нього кути на їх доповнення до 90° (інакше кажучи, B на 90° − B). П'ять цифр, що ви маєте у себе на папері, утворюють п'ятикутник Непера (або коло Непера). При будь-якому виборі трьох кутів один з них (назвемо його середнім) буде або протилежним, або прилеглим для двох інших (маються на увазі їх позиції в п'ятикутнику). Правила Непера стверджують, що синус середнього кута дорівнює:
- добутку тангенсів прилеглих кутів;
- добутку косинусів протилежних кутів.

Мнемонікою для запам'ятовування тригонометричних функцій є перші голосні з прикметників, що описують кожний кут (тобто, i для middle (середній), o для opposite (протилежний), a для adjacent (прилеглий)), вони однакові з першими голосними назв функцій.
Наприклад, для кута {\displaystyle {\overline {B}}} можна отримати формулу:
{\displaystyle \sin({\overline {B}})=\tan(a)\tan({\overline {c}})=\cos(b)\cos({\overline {A}}).}
Використовуючи тотожність для комплементарних кутів, отримуємо:
{\displaystyle \cos(B)=\tan(a)\cot(c)=\cos(b)\sin(A).}